# ميكامي تاكو
ميكامي تاكو (باليابانية: 三上卓) هو عسكري ياباني، ولد في 22 مارس 1905، وتوفي في 25 أكتوبر 1971.